# Episodi di Devious Maids - Panni sporchi a Beverly Hills (prima stagione)
La prima stagione della serie televisiva Devious Maids - Panni sporchi a Beverly Hills è stata trasmessa in prima visione assoluta sul canale statunitense Lifetime dal 23 giugno al 22 settembre 2013.
In Italia la stagione è andata in onda in prima visione sul canale satellitare Fox Life, dal 9 ottobre al 18 dicembre 2013.
In chiaro, la stagione è stata trasmessa su Rai 4, per la prima volta, dal 12 settembre 2016.
| nº | Titolo originale        | Titolo italiano           | Prima TV USA      | Prima TV Italia  |
| -- | ----------------------- | ------------------------- | ----------------- | ---------------- |
| 1  | Pilot                   | Bugie domestiche          | 23 giugno 2013    | 9 ottobre 2013   |
| 2  | Setting the Table       | Apparecchiando la tavola  | 30 giugno 2013    | 9 ottobre 2013   |
| 3  | Wiping Away the Past    | Spazzando via il passato  | 7 luglio 2013     | 16 ottobre 2013  |
| 4  | Making Your Bed         | Letti da rifare           | 14 luglio 2013    | 16 ottobre 2013  |
| 5  | Taking Out the Trash    | Gettare la spazzatura     | 21 luglio 2013    | 23 ottobre 2013  |
| 6  | Walking the Dog         | Portando a spasso il cane | 28 luglio 2013    | 30 ottobre 2013  |
| 7  | Taking a Message        | Pettegole latine          | 4 agosto 2013     | 6 novembre 2013  |
| 8  | Minding the Baby        | Baby-sitting              | 11 agosto 2013    | 13 novembre 2013 |
| 9  | Scrambling the Eggs     | Sbattendo le uova         | 18 agosto 2013    | 20 novembre 2013 |
| 10 | Hanging the Drapes      | Stendendo i panni         | 25 agosto 2013    | 27 novembre 2013 |
| 11 | Cleaning Out the Closet | Svuotando il ripostiglio  | 8 settembre 2013  | 4 dicembre 2013  |
| 12 | Getting Out the Blood   | Togliere le macchie       | 15 settembre 2013 | 11 dicembre 2013 |
| 13 | Totally Clean           | Tutto pulito              | 22 settembre 2013 | 18 dicembre 2013 |

## Bugie domestiche
- Titolo originale: Pilot
- Diretto da: Paul McGuigan
- Scritto da: Marc Cherry

### Trama
A Beverly Hills, durante una delle feste più esclusive dell'anno nella villa dei Powell, la domestica Flora viene brutalmente assassinata. Il cameriere Eddie Suarez è il maggiore sospettato, e viene quindi arrestato. Nel frattempo in città arriva Marisol, una nuova domestica che nasconde un segreto, e inizia a legare con le amiche di Flora. 

## Apparecchiando la tavola
- Titolo originale: Setting the Table
- Diretto da: Rob Bailey
- Scritto da: Marc Cherry

### Trama
I piani di Valentina per avvicinarsi a Remi continuano a irritare Zoila. Rosie viene coinvolta nei problemi tra Spence e Peri, quando lui accusa lei di tradirlo. Carmen si gode l'assenza di Alejandro e Odessa. Marisol cerca di trovare un modo per passare più tempo dai Powell. 

## Spazzando via il passato
- Titolo originale: Wiping Away the Past
- Diretto da: Rob Bailey
- Scritto da: Victor Levin

### Trama
Olivia, l'ex moglie di Michael, fa una rivelazione deflagrante sul passato di Taylor, mentre Adrian cerca di rallegrare un suo amico. Valentina, con l'aiuto di Genevieve, cerca di ottenere da Remi un rapporto che possa andare oltre la semplice amicizia; nel frattempo, Spence si offre di aiutare Rosie, e Carmen ottiene un incontro con un produttore musicale.

## Letti da rifare
- Titolo originale: Making Your Bed
- Diretto da: David Warren
- Scritto da: John Paul Bullock III

### Trama
L'arrivo del fratello di Genevieve, Henri, complica le cose per Zoila, il cui cuore è stato da lui spezzato anni prima; nel frattempo, Rosie promette di aiutare Spence con il suo matrimonio, rischiando di finire in grossi guai. Le tensioni tra Carmen e Odessa arrivano al limite; Marisol, intanto, si offre di lavorare per i Powell in occasione di una festa, e cerca di scoprire ulteriori informazioni sull'omicidio di Flora.

## Gettare la spazzatura
- Titolo originale: Taking Out the Trash
- Diretto da: David Warren
- Scritto da: Gloria Calderon Kellett

### Trama
Un uomo del passato di Carmen si presenta a casa di Alejandro. Nel frattempo, Valentina cerca di tenere a bada le sue emozioni nei confronti di Remi, dopo aver incontrato la nuova amica del giovane. Il difficile rapporto fra Marisol e suo figlio Eddie diventa evidente quando arrivano nuove informazioni su Flora. Peri è convinta che Spence abbia una relazione e cerca di corrompere Rosie per sapere il nome della donna, mentre Evelyn e Adrian festeggiano un compleanno molto importante.

## Portando a spasso il cane
- Titolo originale: Walking the Dog
- Diretto da: Tawnia McKiernan
- Scritto da: Brian Tanen

### Trama
Il lavoro di Zoila viene messo in pericolo quando Genevieve viene a conoscenza di una cosa. Nel frattempo, Marisol fa una scoperta importante in casa Powell. Il rapporto tra Rosie e Spence si surriscalda, e Carmen si ingelosisce quando Sam inizia a frequentare una donna; inoltre, Valentina inizia a essere piuttosto preoccupata del comportamento alquanto insolito di Remi.

## Pettegole latine
- Titolo originale: Taking a Message
- Diretto da: Tawnia McKiernan
- Scritto da: Tanya Saracho

### Trama
Quando un'ex-studentessa la riconosce di fronte a Rosie, il piano di Marisol di fingersi una domestica, potrebbe essere scoperto. Nel frattempo, Valentina scopre la causa degli sbalzi di umore di Remi e si rivolge a Zoila; intanto, Carmen e Sam sono in disaccordo su alcuni argomenti.

## Baby-sitting
- Titolo originale: Minding the Baby
- Diretto da: Tara Nicole Weyr
- Scritto da: Gloria Calderon Kellett

### Trama
Genevieve porta a casa una persona conosciuta da poco, che però ha una particolarità. Rosie inizia a lavorare dai Powell. Carmen scopre che Odessa nasconde qualcosa; Marisol, nel frattempo, accompagna Taylor in una clinica della fertilità.

## Sbattendo le uova
- Titolo originale: Scrambling the Eggs
- Diretto da: Tara Nicole Weyr
- Scritto da: Tanya Saracho

### Trama
Evelyn ricatta Rosie per poter passare più tempo con il bambino dei Westmore; mentre Zoila rimane sconvolta quando Genevieve le fa una proposta riguardante sua figlia Valentina. Marisol scopre alcune nuove informazioni su Flora. Carmen è turbata dalla reazione di Alejandro alla rivelazione del segreto di Odessa.

## Stendendo i panni
- Titolo originale: Hanging the Drapes
- Diretto da: John Scott
- Scritto da: Brian Tanen

### Trama
Mentre Marisol cerca di fare uscire suo figlio di prigione, scopre che è coinvolto in altre attività illecite. Valentina è preoccupata che Remi possa portarle rancore una volta tornato a casa, mentre Rosie cerca il conforto di Spence dopo aver ricevuto una proposta indecente. Alejandro rivela a Carmen un suo segreto. Taylor dà una bella notizia a Michael, e questo turba Olivia.

## Svuotando il ripostiglio
- Titolo originale: Cleaning Out the Closet
- Diretto da: John Scott
- Scritto da: Victor Levin

### Trama
Alejandro ha un'opinione differente da Carmen riguardo alla sua relazione. Marisol si avvicina sempre di più a scoprire la verità, ma Taylor e Michael iniziano a nutrire dei sospetti sulle sue reali intenzioni. Rosie risolve un problema di Peri, e ciò le porta a discutere. Philippe e Genevieve sono sempre più in sintonia, anche se Zoila non crede all'improvviso cambiamento dell'uomo.

## Togliere le macchie
- Titolo originale: Getting Out the Blood
- Diretto da: Larry Shaw
- Scritto da: Marc Cherry

### Trama
Marisol si mette in una posizione scomoda mentre indaga sull'omicidio di Flora. Peri cerca di farsi perdonare da Rosie facendole una sorpresa inaspettata. La relazione tra Carmen e Sam si riaccende quando lui torna a casa di Alejandro. Zoila continua a disapprovare la relazione tra Genevieve e Philippe, e Remi prende una decisione che avrà ripercussioni anche su Valentina.

## Tutto pulito
- Titolo originale: Totally Clean
- Diretto da: Larry Shaw
- Scritto da: Marc Cherry

### Trama
Taylor Steppord non è morta, ma ha perso il bambino e prega Micheal di raccontare la verità a Marisol, e lui acconsente.
Zoila e Valentina hanno una brutta discussione a causa della lettera scritta da Remi e dettata da Zoila. 
Carmen riceve da Alejandro la proposta di sposarlo per non far sapere al mondo che è gay, Carmen accetta, questa scelta fa infuriare Sam e Odessa. 
Si scopre che Filippe Delathour ha stuprato e in seguito ucciso Flora. Per vendicarsi Adrian decide di avvelenarlo e buttarlo dalla finestra, inscenando un omicidio.
Il figlio di Marisol è quindi libero.
Peri Westmore scopre che Spence la tradisce con Rosie, e si vendica denunciandola di aver portato il bambino illegalmente in America.